# Maurice Ewing Medal (AGU)
Die Maurice Ewing Medal ist ein seit 1976 jährlich vergebener Preis in Ozeanographie der American Geophysical Union. Er ist nach Maurice Ewing benannt. Er wird teilweise von der US Navy gesponsert.
Es gibt auch eine Maurice Ewing Medal der Society of Exploration Geophysicists.

## Preisträger
- 1976 Walter H. Munk
- 1977 Henry Stommel
- 1978 Edward Bullard
- 1979 Wallace Smith Broecker
- 1980 John Tuzo Wilson
- 1981 Manik Talwani
- 1982 John I. Ewing
- 1983 Fred Noel Spiess
- 1984 Xavier Le Pichon
- 1985 Kenneth O. Emery
- 1986 John Imbrie
- 1987 W. Jason Morgan
- 1988 Wolfgang H. Berger
- 1989 Klaus Wyrtki
- 1990 Carl I. Wunsch
- 1991 Charles David Keeling
- 1992 Charles S. Cox
- 1993 Kirk Bryan
- 1994 John A. Orcutt
- 1995 Jean-Guy Schilling
- 1996 Walter C. Pitman
- 1997 Karl K. Turekian
- 1998 Richard P. Von Herzen
- 1999 Arnold L. Gordon
- 2000 Joseph L. Reid
- 2001 Richard G. Fairbanks
- 2002 Nicholas Shackleton
- 2003 Gerard C. Bond
- 2004 Bruce A. Warren
- 2005 François M. M. Morel
- 2006 G. Michael Purdy
- 2007 Marcia Kemper McNutt
- 2008 Miriam Kastner
- 2009 Thomas Rossby
- 2010 William J. Jenkins
- 2011 Joseph Pedlosky
- 2012 Ellen Thomas
- 2013 Mark Cane
- 2014 John Andrews Whitehead
- 2015 Russ E. Davis
- 2016 Peter G. Brewer
- 2017 Donald W. Forsyth
- 2018 Nicklas G. Pisias
- 2019 Maureen E. Raymo
- 2020 Anthony Brian Watts
- 2021 Eelco Johan Rohling
- 2022 Ana Christina Ravelo
- 2023 Charles H. Langmuir
- 2024 Alan C. Mix